# Long, Long, Long
«Long, Long, Long» (рус. Долго, долго, долго) — песня британской рок-группы The Beatles из одноимённого двойного альбома (1968). Написана Джорджем Харрисоном.
Одна из самых спокойных песен на альбоме, особенно в сравнении с предыдущей («Helter Skelter») и последующей («Revolution 1») композициями. В частично сымпровизированной коде слышна вибрация винной бутылки на усилителе.
Писатель и биограф группы Николас Шаффнер в своей книге The Beatles Forever (1977) заметил, что это «первая из многих песен Харрисона, о которых нельзя с уверенностью утверждать, кому они адресованы — любимой женщине или Богу». Позднее сам Харрисон (в интервью 1980 года) заявил, что «you» в песне «Long, Long, Long» — это Бог.
Критик Ричи Унтербергер считает «Long, Long, Long» одной из самых недооценённых песен The Beatles.

## Участники записи
- Джордж Харрисон — лид-вокал, акустическая гитара
- Пол Маккартни — бэк-вокал, орган Хаммонда, бас-гитара
- Ринго Старр — ударные
- Крис Томас — фортепиано